# Esnagami Lake
Der Esnagami Lake ist ein See im Thunder Bay District in der kanadischen Provinz Ontario.

## Lage
Der Esnagami Lake liegt 100 km ostnordöstlich des Nipigonsees im Bereich des Kanadischen Schilds. Der See hat eine Länge in Ost-West-Richtung von 19 km, eine Fläche von etwa 73 km² und liegt auf einer Höhe von 303 m. Im östlichen Seeteil befinden sich drei größere Inseln: Louella Island, Bill Island, Ara Island. Der Esnagami River, ein rechter Nebenfluss des Little Current River, entwässert den See am nordöstlichen Ufer. Die Siedlung Nakina liegt 15 km südöstlich des Sees.

## Seefauna
Der Esnagami Lake ist ein Ziel von Angeltouristen, die hier hauptsächlich Glasaugenbarsch und Hecht fangen. Der abgelegene See wird üblicherweise per Wasserflugzeug erreicht, da er über keine Straßenanbindung verfügt.